# Carlos Porcile
Carlos Sergio Porcile Valenzuela (Copiapó, 16 de julio de 1938 - ibídem, 18 de marzo de 2004) fue un ingeniero agrónomo y político chileno, alcalde y concejal de la comuna de Copiapó.

## Biografía
Descendiente de inmigrantes italianos, fue hijo del ex intendente de la Provincia de Atacama, Carlos Porcile Lorca, y de doña Inés Valenzuela Cobo, siendo el segundo de cinco hijos.
Contrajo matrimonio con doña Silvia Espina Urenda, con quien tuvo dos hijos.
Falleció en 2004, tras varios meses en coma.

## Carrera política
El 14 de septiembre de 1983 asumió como alcalde de Copiapó, cargo en el que fue designado por la dictadura militar, y en el que se desempeñó hasta el 31 de diciembre de 1988.
Tras el retorno a la democracia, postuló al concejo municipal por el partido Renovación Nacional, siendo elegido concejal con la cuarta mayoría de los votos.

## Controversias
El 29 de enero de 1984, mientras se desempeñaba como alcalde, fue asesinada por un grupo de militares la joven estudiante universitaria Gloria Stockle Poblete. En mayo de 1986, el abogado querellante en la causa, Erick Villegas, comenzó a sentir "en carne propia la odiosidad que algunas personas le comenzaban a tener cuando el entonces alcalde de Copiapó, Carlos Porcile Valenzuela, intentó atropellarlo con una camioneta municipal en el momento en que atravesaba la calle." Ante esto, Villegas interpuso una querella criminal contra el alcalde Porcile, por actos de agresión en su contra, la que fue acogida por la Corte de Apelaciones de Copiapó y posteriormente confirmada por la Corte Suprema.

## Historial electoral

### Elecciones municipales de 1992
- Elecciones municipales de 1992 para la comuna de Copiapó.[8]

| Candidato                    | Pacto                          | Partido       | Votos | %     | Resultado |
| ---------------------------- | ------------------------------ | ------------- | ----- | ----- | --------- |
| René Funes Montaner          | Concertación por la Democracia | DC            | 4860  | 11,29 | Concejal  |
| Carmen Edith Daher Alcayaga  | Concertación por la Democracia | PDC           | 1174  | 2,73  |           |
| Antonino Prado Castro        | Concertación por la Democracia | PR            | 3003  | 6,97  |           |
| Marcos López Rivera          | Concertación por la Democracia | PS            | 5182  | 12,03 | Concejal  |
| Leonardo Hagel Arredondo     | Concertación por la Democracia | PS            | 4623  | 10,73 | Concejal  |
| Mónica Calcutta Stormenzan   | Concertación por la Democracia | PPD           | 4363  | 10,13 | Alcaldesa |
| Jorge Francisco Godoy Molina | Partido Comunista              | PC            | 1915  | 4,45  |           |
| Mario Hernán Yáñez Marín     | Partido Comunista              | PC            | 1287  | 2,99  |           |
| Antonio Jesús Orellana Acuña | Partido Comunista              | PC            | 468   | 1,09  |           |
| Luis Rubén Orrego Salinas    | Partido Comunista              | PC            | 432   | 1     |           |
| Abel Héctor Piñones Pizarro  | Partido Comunista              | PC            | 251   | 0,58  |           |
| José Daniel Peña Pérez       | Partido Comunista              | PC            | 291   | 0,68  |           |
| Luis Bogdanic Bassi          | Partido Liberal                | PL            | 314   | 0,73  |           |
| Luis Borgna Molina           | Partido Liberal                | PL            | 65    | 0,15  |           |
| Carlos Porcile Valenzuela    | Participación y Progreso       | RN            | 4560  | 10,59 | Concejal  |
| Carlos Jesús Zuleta          | Participación y Progreso       | RN            | 921   | 2,14  |           |
| María Lidia Muñoz Cortés     | Participación y Progreso       | Independiente | 821   | 1,91  |           |
| Fernando Cabib Cabib         | Participación y Progreso       | UDI           | 3541  | 8,22% | Concejal  |
| Doris Nieto Robles           | Participación y Progreso       | UDI           | 2218  | 5,15  |           |
| Hernán Cood Yáñez            | Participación y Progreso       | UDI           | 186   | 0,43  |           |
| Demetrio Benavente Molina    | Unión de Centro Centro         | UCC           | 570   | 1,32  |           |
| Raúl Tabilo Olguín           | Unión de Centro Centro         | UCC           | 506   | 1,17  |           |
| John Horsley Brito           | Unión de Centro Centro         | UCC           | 873   | 2,03  |           |
| Eduardo Bown Rivera          | Unión de Centro Centro         | UCC           | 336   | 0,78  |           |
| Federico Volio Toledo        | Unión de Centro Centro         | UCC           | 305   | 0,71  |           |

### Elecciones municipales de 1996
- Elecciones municipales de 1996 para la comuna de Copiapó.[9]

| Candidato                    | Pacto                          | Partido               | Votos  | %     | Resultado |
| ---------------------------- | ------------------------------ | --------------------- | ------ | ----- | --------- |
| Lilian Zepeda Montenegro     | La Izquierda                   | Independiente         | 862    | 1,94  |           |
| Jorge Francisco Godoy Molina | La Izquierda                   | PC                    | 644    | 1,45  |           |
| José Ricardo Pérez Rivera    | La Izquierda                   | PC                    | 444    | 1     |           |
| Pedro Arturo Vásquez Ramírez | La Izquierda                   | PC                    | 277    | 0,62  |           |
| Manuel Muñoz Carvajal        | La Izquierda                   | Independiente         | 146    | 0,33  |           |
| Giuliano López Rojas         | La Izquierda                   | Independiente         | 451    | 1,01  |           |
| Doris Nieto Robles           | Unión por Chile                | Independiente pro UDI | 1368   | 3,08  |           |
| Carlos Porcile Valenzuela    | Unión por Chile                | RN                    | 2.818  | 6,34% |           |
| Luis Ávalos                  | Unión por Chile                | RN                    | 132    | 0,3   |           |
| Óscar González Lorca         | Opción Humanista               | Independiente         | 65     | 0,15  |           |
| Cristina Yáñez Rojas         | Opción Humanista               | Independiente         | 65     | 0,15  |           |
| Cristina Infante Vargas      | Opción Humanista               | Independiente         | 68     | 0,15  |           |
| Marcos López Rivera          | Concertación por la Democracia | PS                    | 14 337 | 32,26 | Alcalde   |
| Leonardo Hagel Arredondo     | Concertación por la Democracia | PPD                   | 1490   | 3,35  | Concejal  |
| José Fernández Quevedo       | Concertación por la Democracia | PPD                   | 1531   | 3,44  | Concejal  |
| Mónica Calcutta Stormenzan   | Concertación por la Democracia | PRSD                  | 14 191 | 31,93 | Concejal  |
| Carlos Zúñiga Molina         | Concertación por la Democracia | DC                    | 5456   | 12,28 | Concejal  |
| René Vigneaux González       | Concertación por la Democracia | DC                    | 99     | 0,22  | Concejal  |